# Bezirksgericht München links der Isar
Das Bezirksgericht München links der Isar war ein Bezirksgericht im Königreich Bayern und der Vorläufer des Landgerichts München II, das von 1857 bis 1879 existierte. Das Bezirksgericht hatte seinen Sitz in der Landeshauptstadt  München.

## Geschichte
Mit Gesetz vom 1. Juli 1856 wurde das Justizwesen in Bayern neu geordnet. Die bisherigen Kreis- und Stadtgerichte wurden aufgehoben und 34 neue Bezirksgerichte traten an ihre Stelle. Sie waren für die Städte, in denen sie ihren Sitz hatten, sowie für die in ihrem Sprengel befindlichen Standesherren Gerichte erster Instanz. Für alle anderen Angelegenheiten waren sie Gerichte der zweiten Instanz in Kriminal- und Zivilrechtssachen. 
Das Bezirksgericht München links der Isar umfasste
- die Landeshauptstadt München links der Isar
- das Landgericht Bruck
- das Landgericht Dachau sowie
- das Landgericht München links der Isar.

Mit dem Inkrafttreten des deutschen Gerichtsverfassungsgesetzes wurde 1879 das Bezirksgericht München links der Isar, wie alle anderen bayerischen Bezirksgerichte, aufgelöst. Sein Nachfolger in der Funktion als Gericht der zweiten Instanz war das Landgericht München II.